# Länsväg 116
Länsväg 116 går från Bromölla till Fridafors. 

## Sträckning
Bromölla - Jämshög - Olofström - Fridafors

Vägen går till 98% i Skåne län och Blekinge län men korsningen i Fridafors är i Kronobergs län. Längden är 41 km. Vägen har gemensam sträckning med väg 15 mellan Jämshög och Olofström. 

## Trafikplatser och korsningar
|  | Nr | Namn      | Skyltning          |
|  | -- | --------- | ------------------ |
|  |    | Bromölla  | Kalmar Malmö       |
|  |    | Jämshög   | Halmstad Karlshamn |
|  |    | Olofström | Halmstad Karlshamn |
|  |    | Fridafors | Lammhult Karlshamn |

## Historia
Före 1962 gick småvägar mellan dessa orter. År 1962 infördes Länsväg 116 mellan Bromölla och Olofström. År 1985 förlängdes länsvägen från  Olofström till Fridafors. Avseende vägförbättringar invigdes 1998 förbifarten vid Jämshög, 1999 förbifarten vid Bromölla.